# 고양일고등학교
고양일고등학교(高陽一高等學校)는 대한민국 경기도 고양시 덕양구 고양동에 있는 공립 고등학교이다.

## 학교 연혁
- 2009년 1월 2일 : 고양일고등학교 설립 인가 (보통과 남녀공학 12학급, 학급당 37명)
- 2009년 3월 1일 : 고양일고등학교 개교, 초대 손현기 교장 취임
- 2009년 3월 2일 : 신입생 입학(남녀공학 8학급 275명)
- 2009년 9월 1일 : 교과교실제 C형 학교 지정
- 2010년 9월 1일 : 고교 교육력제고 시범학교 지정(3년간) 자율학교 지정(5년간)
- 2011년 3월 1일 : 특수학급 설치(1학급)
- 2012년 2월 9일 : 제1회 졸업식(263명)
- 2023년 3월 1일 : 제5대 김현미 교장 취임
- 2024년 1월 31일 : 제13회 졸업식(158명)
- 2024년 3월 4일 : 제16회 신입생 입학(남녀공학 8학급 198명)

## 참고 자료
- 고양일고등학교 - 한국교육학술정보원 학교알리미